# 平坝镇 (金沙县)
平坝镇，是中华人民共和国贵州省毕节市金沙县下辖的一个乡镇级行政单位。
2013年6月28日，贵州省人民政府批复同意金沙县部分乡镇撤并，以原箐门苗族彝族仡佬族乡、平坝乡地域为平坝镇行政区域，镇人民政府驻平庄村。

## 行政区划
平坝镇下辖以下地区：
平庄村、金塔村、双兴村、三岔村、金平村、新农村、新庄村、尖坡村、苍山村、八一村、三锅村、大山村、新寨村、光明村、庆祝村、朝阳村、庆丰村、洪河村和箐门苗族彝族仡佬族乡。